# 土屋氏 (一色氏流)
土屋氏（つちやし）は、日本の武家。清和源氏一色氏の庶流。

## 概要
『寛政重修諸家譜』によると、一色詮範の次男・兵部大輔範貞の末裔とされる。範貞から刑部少輔範次、伊賀守藤直、伊賀守藤次と続いた。藤次は武田氏に仕え一族の秋山姓を名乗ることを許され、さらに武田氏旧臣の金丸姓も名乗ることを許され金丸氏を称した。藤次の子は若狭守虎嗣、その子は筑前守虎義で、2人は武田信虎に仕え偏諱を賜ったとされる。虎義の子は右衛門尉昌続と右衛門尉昌恒、惣八郎正猶で、3人は志摩荘の地頭を務めた桓武平氏良文流の土家氏の名跡を継承した,昌続は長篠の戦いで、昌恒は天目山の戦いで死亡した。昌恒の遺児・民部少輔忠直は駿河国に逃れたのちに徳川家康家臣・井伊直政の配下となり、天正壬午の乱では家康に忠誠を誓う天正壬午起請文を提出している。子孫は旗本家・大名家となり続いた。
また、高橋元種の家臣に土屋虎宗がおり、神崎氏出身の婿を取りその婿は土屋虎久を称した。